# 魏濬 (萬曆甲辰進士)
魏濬（1553年—1625年），字禹卿，號苍水，福建建寧府松溪縣人，軍籍，明朝政治人物。

## 生平
万历十九年（1591年）辛卯科福建乡试舉人，三十二年（1604年）甲辰科进士，户部觀政，初授户部主事，管御马仓，三十四年浙江監兑，三十七年升贵州司员外，本年升山西司郎中，出為廣西提學僉事，四十一年升廣東參議，四十三年陞江西副使，尋乞歸。四十七年起山東布政司叅政，天启二年（1622年）遷湖廣按察使。時黔蜀交訌，苗蠻礦徒表裏為患。濬諭以徳意，礦徒解散，焚其巢千七百餘所。四年陞江西右布政，五年舉卓异，賜宴礼部，五年擢都察院右僉都御史，巡撫湖廣，八月病卒，年七十二。